# Gleadovia
Gleadovia é um género botânico pertencente à família Orobanchaceae.

## Espécies
| - Gleadovia banerjiana - Gleadovia kokonorica - Gleadovia kwangtungensis - Gleadovia lepoensis | - Gleadovia mupinensis - Gleadovia ruborum - Gleadovia yunnanensis |